# 藍魢
藍魢（學名：Girella cyanea）又稱藍瓜子鱲，為輻鰭魚綱日鱸目魢科魢屬的其中一個種，傳統上歸類於鱸形目鿳科。
本魚分布於西南太平洋的澳洲及紐西蘭海域，體長可達20公分，棲息在內灣，生活習性不明。

## 擴展閱讀
維基物種上的相關：藍魢